# Muhlenbergia longiglumis
Muhlenbergia longiglumis är en gräsart som beskrevs av George Vasey. Muhlenbergia longiglumis ingår i släktet muhlygräs, och familjen gräs. Inga underarter finns listade i Catalogue of Life.